# Mutuelle assurance de l'éducation
Pour les articles homonymes, voir MAE.
 (juin 2023).
La MAE est une société d'assurance mutuelle spécialisée dans la protection de l'enfant et de la famille.
Leader de l'assurance scolaire, la MAE propose des solutions d’assurance pour sécuriser la vie de l’enfant à chaque âge et plus largement des protections familiales comme la prévoyance, le décès ou encore l’habitation. Elle compte 2,5 millions d'assurés, dont 2,07 millions d'enfants en 2024.
Créée en 1932 par des enseignants la MAE est un assureur mutualiste issu de l’économie sociale et solidaire. Acteur engagé dans la prévention des risques encourus par les plus jeunes, la MAE est agréée depuis 2008 par le ministère de l’Éducation nationale et de la Jeunesse pour intervenir en milieu scolaire. Elle sensibilise les enfants, les parents et les équipes pédagogiques à des problématiques aussi variées que les accidents de la vie courante, les violences entre élèves ou l’usage des médias.
Son siège social se situe à Rouen en Seine-Maritime.

## Histoire
En 1932, alors que la sécurité sociale n'existe pas encore, les enseignants sont démunis face aux conséquences des accidents dont leurs élèves peuvent être victimes à l'école. Certains enseignants ont l'idée de créer une structure permettant de mutualiser les risques. Cette année-là, sous l'impulsion du Syndicat national des instituteurs, la MAE est créée.

Logo.

La MAE a un partenariat avec la Fédération des conseils de parents d'élèves (FCPE), une fédération de parents d'élèves qui se charge depuis 1947 de distribuer les formulaires d'adhésion à l'assurance. En 1989, la FCPE décide de lancer sa propre assurance scolaire, pour être plus indépendante et s'affranchir de la tutelle des instituteurs mais renonce à monter son propre système d'assurance scolaire dès 1991, n'étant pas organisée pour gérer une telle offre et ayant frôlé, avec cette tentative, de graves difficultés financières. Elle reprend alors son partenariat avec la MAE,,.
En 2009, la MAE réagit contre l'offre commerciale de Carrefour, une enseigne de la grande distribution, qui propose une assurance scolaire gratuite pour attirer de nouveaux clients et leur proposer d'autres produits d'assurance. La MAE, qui détient alors, selon Le Figaro, 25 % du marché de l'assurance scolaire, est particulièrement sensible à cette utilisation de l'assurance scolaire comme produit d'appel.
Depuis 2011, la MAE s'engage aux côtés des Restaurants du Cœur et du secours populaire français en assurant gratuitement tous les enfants des familles accueillies. Près de 100 000 enfants, de la maternelle au lycée, peuvent bénéficier de l'assurance scolaire prise en charge par l'association MAE Solidarité.
En 2019, le journal Le Parisien considère que la MAE et la MMA sont les deux plus gros acteurs du secteur de l'assurance scolaire mais que cette assurance scolaire est aussi couverte par d'autres intervenants dans le cadre de contrats couvrant des risques plus larges.

## Présidents de la MAE
- Depuis 2025: Benoit Le Gal[9]
- 2017-2025: Philippe Bénet[10]
- 1999-2017: Edgard Mathias[11]
- 1990-1999: Jean-Noël Jacot des Combes
- 1978-1990: René Labes[12]

- 1972- 1978: Pierre Côté[13]
- 1932-1947: Gaston Salvan[14]